# 위대한 달무티
위대한 달무티(The Great Dalmuti)는 유명한 카드게임인 매직 더 개더링(Magic: the Gathering)을 만든 리처드 가필드(Richard Garfield)가 디자인 하고 매거릿 오건킨(Margaret Organ-Kean)가 삽화를 그린 카드게임이다. 1995년 미국의 워저드 오브 더 코스트(Wizards of the Coast→해변의 마법사들)社, 1996년 독일의 아미고 스필(AMIGO Spiel→친구 게임)社에 의해 출시되었다. 게임은 4~8명이 할 수 있다. 중세의 계급사회를 바탕으로 만들어져 자리 배치가 중요성을 가지는 특징을 가진다.

## 게임 정보
위대한 달무티(이하 달무티)는 출시년도인 1995년, 멘사에서 지정한 1995년 올해의 게임으로 지정되었다. 또한 보드게임 수상식으로 유명한 Niederländischer Spielepreis에서 2004년의 게임 후보로 지정되었다.

## 카드의 구성
달무티에서는 일반카드 78장과 광대카드 2장으로 총 80장으로 구성되어 있다. 일반카드는 1~12까지의 계급으로 나뉘어 있으며 각 계급의 카드는 계급의 숫자에 해당하는 만큼의 장 수로 이루어져 있다. (예 - 계급 4 = 4장, 계급 10 = 10장) 숫자가 낮을수록 높은 계급을 나타낸다. 광대카드는 조커로 사용될 수 있는 카드로써 그 자체로는 가장 낮은 계급은 13으로 사용되지만, 다른 계급의 카드들과 같이 낼 때는 어떠한 계급이라도 될 수 있다. 즉, 광대카드는 혼자 낼 때는 가장 낮은 계급인 13이지만 같이 낼 경우에는 같이 내는 카드의 계급으로 둔갑한다.
- 어릿광대 (13) (*조커*)
- 농노 (12)
- 광부 (11)
- 양치기 (10)
- 요리사 (9)
- 석공 (8)
- 재봉사 (7)
- 기사 (6)
- 수녀원장 (5)
- 남작부인 (4)
- 시종장 (3)
- 총리대신 (2)
- 달무티 (1)

## 게임의 목적
달무티 게임의 목적은 자신에게 주어진 카드를 가장 빨리 없애는 것이다. 즉, 카드를 가장 빨리 없애는 사람이 승자가 되며 다음 판에서 가장 높은 자리인 달무티 위치를 차지하게 된다. 그 다음으로 빨리 없애는 사람은 다음판에 달무티의 왼편에 앉게 되며, 이 후의 사람들도 마찬가지로 다음판에는 그 전 사람의 왼편에 앉게 된다.

## 게임 방법

### 지위 결정
첫 판에는 먼저 각자가 잘 섞여진 카드들 중에 하나씩을 뽑는다. 가장 높은 계급(=낮은 숫자)을 뽑은 사람이 달무티가 되며 그 다음 순서대로 총리대신, 상인, 광부(작은 노예), 농노(큰 노예)를 맡게 된다. 자리 배치는 달무티를 기준으로 하여 계급순으로 왼쪽편에 앉도록 한다. 경우에 따라서는 카드를 뽑지 않고 모두가 평등한 조건으로 하기도 한다.

### 카드 분배
카드 분배는 지위 결정에 의해 노예가 된 사람이 하며, 달무티부터 차례로 모든 카드가 분배 되도록 한다. 게임의 인원에 따라 각 플레이어가 가지는 카드의 장수는 다를 수 있다.

### 세금
달무티 게임에서는 계급사회의 특징을 보여주는 세금이라는 룰이 존재한다. 세금은 농노가 달무티에게, 광부가 총리대신에게 상납하게 되며 농노 - 달무티 사이에서는 2장의 카드가 광부 - 총리대신 사이에서는 1장의 카드가 교환된다. 농노와 광부는 자신의 카드 중 가장 높은 계급을 달무티와 총리대신에게 상납해야 하며, 달무티와 총리대신은 자신이 주고 싶은 아무 카드를 농노와 광부에게 줄 수 있다.

### 반역 및 혁명
역사적으로 계급사회에서 잦은 반역과 혁명이 있어왔듯이, 계급사회를 배경으로 만들어진 달무티 게임에서도 반역과 혁명이라는 룰이 있다. 농노 이외의 사람이 광대카드 두 장을 모두 들고 있는 경우 그 결과는 세금 철폐이다. 농노가 두 장을 모두 들고 있는 경우는 세금 철폐는 물론, 계급의 역전까지도 일어난다. 즉, 농노가 달무티가 되며 광부가 총리대신이 되고 나머지 상인들도 순서가 바뀌게 된다. 플레이어들의 선호에 따라 반역 및 혁명을 혁명 및 대혁명으로 부를 수도 있다.

### 게임 진행
게임은 달무티부터 시작하게 되며 왼쪽으로 순서가 돌아가게 된다. 게임의 진행은 다음과 같다.
1. 달무티가 같은 계급의 카드를 한 장 이상 낸다.
2. 다음 사람은 나온 계급보다 높은 계급의 카드를 나온 카드 장수만큼 내거나, 패스 할 수 있다. (예 - 달무티가 낸 카드 = 계급 7, 3장 -> 총리대신이 할 수 있는 경우의 수 = 계급 1+광대2장, 2+광대1장, 3, 4, 5, 6, 3장 또는 패스.)
3. 2번과 같은 방법으로 계속 진행한다.
4. 만약 모든 사람이 패스를 하게 되면 그 라운드는 끝이 난다.
5. 다음 라운드에는 그 전 라운드에서 가장 마지막으로 카드를 낸 사람이 선이 되며, 위의 순서를 반복하면 된다.
6. 가장 빨리 모든 카드를 없앤 사람이 다음 판의 달무티가 되며, 그 다음 순서대로 총리대신, 상인, 광부, 농노 등이 된다.